# Кърконоше
Кърконоше, Карконо̀ше или Исполински планини (на чешки: Krkonoše (ˈkr̩konoʃɛ); на полски: Karkonosze (karkɔˈnɔʂɛ); на немски: Riesengebirge; на силезийски диалект: Riesageberge) е планински масив, простиращ се на територията на Чехия и Полша, явяващ се най-високата част на Судетите (максимална височина връх Снежка – 1602 m). Дължина от запад-северозапад на изток-югоизток около 70 – 80 km, като на запад дълбоката долина на река Изера (десен приток на Лаба) я отделя от Изерските планини (съставна част на Судетите), а на изток, в района на полския град Кудова Здруй ниска седловина (около 350 m н.в.) – от Орлицките планини (също съставна част на Судетите). Северните части са изградени основно от гранити и гнайси, а южните – от шисти. Билото на планината е предимно равнинно и вълнисто, с отделни алпийски форми на релефа (циркуси, моренни езера, каменни полета). Кърконоше се явява главен вододел между водосборните басейни на реките Елба (Лаба) и Одер (Одра). От нея води началото си река Лаба и няколко нейни притоци Упа, Метуе, Цидлина и др., а по източните и северните ѝ склонове текат реките Сцинавка, Бистрица, Стшегомка, Бубър и др. от басейна на Одра. Склоновете в долната си част са покрити с букови и борови гори, а по-нависоко – с борови, смърчови и елови. Най-високите части са заети от алпийски пасища. В Кърконоше има находища на железни и медни руди, каменни въглища.
На територията на масива е разположен Кърконошкият национален парк (в Полша и Чехия, с площ 36,3 хил. ха, основан през 1963 г.). Интересни паметници на архитектурата са замъкът Хойник и др. Кърконоше е популярен като център за ски-спортове (курортите Пец под Снежка, Шпиндлерув Млин, Янске Лазне, Харахов, Карпач, Шклярска Поремба и др.). Развит е туризмът.